# 제32회 청룡영화상
제32회 청룡영화상은 2011년 11월 25일에 열린 시상식이다.

## 수상 및 후보

### 최우수 작품상
- 부당거래
- 고지전
- 도가니
- 써니
- 최종병기 활

### 감독상
- 부당거래 - 류승완 수상
- 써니 - 강형철
- 최종병기 활 - 김한민
- 고지전 - 장훈
- 도가니 - 황동혁

### 남우주연상
- 최종병기 활 - 박해일 수상
- 고지전 - 고수
- 도가니 - 공유
- 황해 - 김윤석
- 풍산개 - 윤계상

### 여우주연상
- 블라인드 - 김하늘 수상
- 이층의 악당 - 김혜수
- 도가니 - 정유미
- 쩨쩨한 로맨스 - 최강희
- 만추 - 탕웨이

### 남우조연상
- 최종병기 활 - 류승룡 수상
- 고지전 - 고창석
- 부당거래 - 유해진
- 도가니 - 장광
- 황해 - 조성하

### 여우조연상
- 그대를 사랑합니다 - 김수미 수상
- 쩨쩨한 로맨스 - 류현경
- 글러브 - 유선
- 헬로우 고스트 - 장영남
- 써니 - 천우희

### 신인남우상
- 파수꾼 - 이제훈 수상
- 무산일기 - 박정범
- 쩨쩨한 로맨스 - 송유하
- 고지전 - 이다윗
- 파수꾼 - 서준영

### 신인여우상
- 최종병기 활 - 문채원 수상
- 써니 - 강소라
- 페스티발 - 백진희
- 푸른소금 - 신세경
- 혜화,동 - 유다인

### 신인감독상
- 파수꾼 - 윤성현 수상
- 초능력자 - 김민석
- 헬로우 고스트 - 김영탁
- 쩨쩨한 로맨스 - 김정훈
- 무산일기 - 박정범

### 촬영상
- 고지전 - 김우형 수상
- 최종병기 활 - 김태성
- 블라인드 - 손원호
- 황해 - 이성제
- 부당거래 - 정정훈

### 조명상
- 황해 - 황순욱 수상
- 최종병기 활 - 김경석
- 고지전 - 김민재
- 부당거래 - 배일혁
- 블라인드 - 신상열

### 음악상
- 도가니 - 모그 수상
- 써니 - 김준석
- 최종병기 활 - 김태성
- 고지전 - 장영규 외 1명
- 만추 - 조성우 외 1명

### 미술상
- 고지전 - 류성희 수상
- 써니 - 이요한
- 황해 - 이후경
- 최종병기 활 - 장춘섭
- 조선명탐정: 각시투구꽃의 비밀 - 채경선

### 기술상
- 최종병기 활 - 오세영 수상
- 조선명탐정: 각시투구꽃의 비밀 - 권유진
- 써니 - 남나영
- 7광구 - 장성호 외 1명
- 고지전 - 정도안 외 1명

### 각본상
- 부당거래 - 박훈정 수상
- 써니 - 강형철
- 고지전 - 박상연
- 블라인드 - 최민석
- 도가니 - 황동혁

### 인기스타상
- 고지전 - 고수 수상
- 도가니 - 공유 수상
- 쩨쩨한 로맨스 - 최강희 수상
- 이층의 악당 - 김혜수 수상

### 한국영화 최다관객상
- 최종병기 활

### 단편영화상
- 부서진 밤 - 양효주 수상
- 고스트 - 이정진
- 도마뱀 소녀 - 최시영
- 마취 - 김석영
- 소굴 - 이창희